# Подлесје
Подлесје (словен. Podlesje) је насељено место у општини Кочевје, регија Југоисточна Словенија, Словенија.

## Историја
До територијалне реорганизације у Словенији било је у саставу старе општине Кочевје.

## Становништво
У попису становништва из 2011. године, Подлесје је имало 3 становника.
| Број становника према пописима | Број становника према пописима | Број становника према пописима |
| ------------------------------ | ------------------------------ | ------------------------------ |
| 1991                           | 2002                           | 2011                           |
| 4                              | З                              | 3                              |

Напомена: Године 1955. настала спајањем насеља Вердренг, Згорњи Покштањ, Лапиње и Сподњи Покштањ, која су укинута.
- Ознака З представља заштићене податке